# Bi-a và snooker tại Đại hội Thể thao Đông Nam Á
Billiards và Snooker lần đầu tiên được đưa vào chương trình thi đấu của Đại hội Thể thao Đông Nam Á (SEA Games) tại kỳ SEA Games năm 1987 tổ chức ở Jakarta.

## Bảng tổng sắp huy chương
| Hạng               | Đoàn               | Vàng | Bạc | Đồng | Tổng số |
| ------------------ | ------------------ | ---- | --- | ---- | ------- |
| 1                  | Philippines        | 38   | 26  | 34   | 98      |
| 2                  | Thái Lan           | 28   | 14  | 26   | 68      |
| 3                  | Việt Nam           | 16   | 18  | 23   | 57      |
| 4                  | Singapore          | 12   | 10  | 35   | 57      |
| 5                  | Indonesia          | 8    | 12  | 18   | 38      |
| 6                  | Malaysia           | 7    | 21  | 20   | 48      |
| 7                  | Myanmar            | 7    | 14  | 16   | 37      |
| 8                  | Campuchia          | 2    | 0   | 2    | 4       |
| 9                  | Lào                | 1    | 1   | 2    | 4       |
| Tổng số (9 đơn vị) | Tổng số (9 đơn vị) | 119  | 116 | 176  | 411     |

## Tóm tắt huy chương

### Nam

#### Billiards Anh đơn nam
| Năm  | Địa điểm              | Vàng                   | Bạc                     | Đồng                    |
| ---- | --------------------- | ---------------------- | ----------------------- | ----------------------- |
| 1987 | Jakarta               | Efren Reyes            | Moh Loon Hong           | Không trao huy chương   |
| 1991 | Manila                | Moh Loon Hong          | Mongkhon Kanfaklang     | Không trao huy chương   |
| 1993 | Singapore             | Mongkhon Kanfaklang    | Ta Tanyuthitham         | Moh Loon Hong           |
| 1995 | Chiang Mai            | Moh Loon Hong          | Mongkhon Kanfaklang     | Richard Lim Sin Foo     |
| 1997 | Jakarta               | Praprut Chaithanasakun | Hong Soe Liong          | Mongkhon Kanfaklang     |
| 1999 | Bandar Seri Begawan   | Praprut Chaithanasakun | Freddie Soh Chye Hian   | Reynaldo Grandea        |
| 2001 | Kuala Lumpur          | Mohammed Muslim        | U Kyaw Oo               | Hasan Manfaluti         |
| 2003 | Thành phố Hồ Chí Minh | Praprut Chaithanasakun | Thawat Sujaritthurakarn | Hasan Manfaluti         |
| 2005 | Manila                | Nguyễn Thanh Long      | U Kyaw Oo               | Hasan Manfaluti         |
| 2007 | Nakhon Ratchasima     | Praprut Chaithanasakun | Thawat Sujaritthurakarn | Nay Thway Oo            |
| 2009 | Viêng Chăn            | Peter Gilchrist        | Kyaw Oo                 | Thawat Surajitthurakarn |
| 2011 | Palembang             | Peter Gilchrist        | Praprut Chaithanasakun  | Kyaw Oo                 |
| 2011 | Palembang             | Peter Gilchrist        | Praprut Chaithanasakun  | Nay Thway Oo            |
| 2013 | Naypyidaw             | Peter Gilchrist        | Nay Thway Oo            | Aung San Oo             |
| 2013 | Naypyidaw             | Peter Gilchrist        | Nay Thway Oo            | Praprut Chaithanasakun  |
| 2015 | Singapore             | Peter Gilchrist        | Aung Htay               | Kyaw Oo                 |
| 2015 | Singapore             | Peter Gilchrist        | Aung Htay               | Praprut Chaithanasakun  |
| 2017 | Kuala Lumpur          | Peter Gilchrist        | Chit Ko Ko              | Praprut Chaithanasakun  |
| 2017 | Kuala Lumpur          | Peter Gilchrist        | Chit Ko Ko              | Nay Thway Oo            |
| 2019 | Manila                | Peter Gilchrist        | Nay Thway Oo            | Yuttapop Pakpoj         |
| 2019 | Manila                | Peter Gilchrist        | Nay Thway Oo            | Trần Lê Anh Tuấn        |
| 2021 | Hà Nội                | Pauk Sa                | Peter Gilchrist         | Yuttapop Pakpoj         |
| 2021 | Hà Nội                | Pauk Sa                | Peter Gilchrist         | Praprut Chaithanasakun  |
| 2023 | Phnôm Pênh            | Pauk Sa                | Peter Gilchrist         | Yuttapop Pakpoj         |
| 2023 | Phnôm Pênh            | Pauk Sa                | Peter Gilchrist         | Praprut Chaithanasakun  |

Billiards Anh đơn nam (500 điểm)
| Năm  | Địa điểm  | Vàng            | Bạc               | Đồng                    |
| ---- | --------- | --------------- | ----------------- | ----------------------- |
| 2015 | Singapore | Peter Gilchrist | Nguyễn Thanh Bình | Praprut Chaithanasakun  |
| 2015 | Singapore | Peter Gilchrist | Nguyễn Thanh Bình | Thawat Sujaritthurakarn |

#### Billiards Anh đôi nam
| Năm  | Địa điểm              | Vàng                                           | Bạc                                      | Đồng                                           |
| ---- | --------------------- | ---------------------------------------------- | ---------------------------------------- | ---------------------------------------------- |
| 1991 | Manila                | Praprut Chaithanasakun Noppadon Noppachorn     | Chuchart Triritanapradit Preecha Sae Be  | Moh Loon Hong Liew Kitt Fatt                   |
| 1995 | Chiang Mai            | Udon Khaimuk Mongkhon Kanfaklang               | Moh Loon Hong Lean Kam Beng              | Reynaldo Grandea Luis Saberdo                  |
| 1999 | Bandar Seri Begawan   | Praprut Chaithanasakun Udon Khaimuk            | Moh Loon Hong Lee Thye Hong              | Freddie Soh Chye Hian Alan Puan Teik Chong     |
| 2001 | Kuala Lumpur          | Praprut Chaithanasakun Udon Khaimuk            | Moh Loon Hong Lee Thye Hong              | Lê Đắc Thọ Nguyễn Thanh Long                   |
| 2003 | Thành phố Hồ Chí Minh | Praprut Chaithanasakun Udon Khaimuk            | U Kyaw Oo Aung San Oo                    | Freddie Soh Chye Hian Glenn Yeo Teck Shin      |
| 2005 | Manila                | U Kyaw Oo Aung San Oo                          | Praprut Chaithanasakun Atthasit Mahitthi | Lean Kam Beng Roslan Yurnalis                  |
| 2007 | Nakhon Ratchasima     | U Kyaw Oo San Oo Aung                          | Roslan Bin Yurnalis Hong Moh Loon        | Praprut Chaithanasakun Thawat Sujaritthurakarn |
| 2009 | Viêng Chăn            | Praprut Chaithanasakun Thawat Sujaritthurakarn | U Kyaw Oo Aung Htay                      | Peter Gilchrist Marvin Lim Chun Kiat           |
| 2011 | Palembang             | Praprut Chaithanasakun Thawat Sujaritthurakarn | U Kyaw Oo Nay Thway Oo                   | Peter Gilchrist Tommy Ang Boon Chin            |
| 2011 | Palembang             | Praprut Chaithanasakun Thawat Sujaritthurakarn | U Kyaw Oo Nay Thway Oo                   | Nguyễn Thanh Bình Phạm Hoài Nam                |
| 2013 | Naypyidaw             | Praprut Chaithanasakun Thawat Sujaritthurakarn | Aung San Oo Nay Thway Oo                 | Chan Keng Kwang Peter Gilchrist                |
| 2013 | Naypyidaw             | Praprut Chaithanasakun Thawat Sujaritthurakarn | Aung San Oo Nay Thway Oo                 | Nguyễn Thanh Bình Phạm Hoài Nam                |
| 2015 | Singapore             | Aung Htay Min Si Thu Tun                       | Chan Keng Kwang Peter Gilchrist          | Praprut Chaithanasakun Thawat Sujaritthurakarn |
| 2015 | Singapore             | Aung Htay Min Si Thu Tun                       | Chan Keng Kwang Peter Gilchrist          | Nguyễn Thanh Bình Nguyễn Trung Kiên            |
| 2017 | Kuala Lumpur          | Praprut Chaithanasakun Thawat Sujaritthurakarn | Aung Htay Min Si Thu Tun                 | Peter Gilchrist Glenn Yeo Teck Shin            |
| 2017 | Kuala Lumpur          | Praprut Chaithanasakun Thawat Sujaritthurakarn | Aung Htay Min Si Thu Tun                 | Nguyễn Thanh Bình Trần Lê Anh Tuấn             |
| 2021 | Hà Nội                | Peter Gilchrist Alex Puan Yi Wei               | Pauk Sa Min Si Thu Tun                   | Thawat Sujaritthurakarn Praprut Chaithanasakun |
| 2021 | Hà Nội                | Peter Gilchrist Alex Puan Yi Wei               | Pauk Sa Min Si Thu Tun                   | Nguyễn Thanh Bình Trần Lê Anh Tuấn             |

#### Billiards Anh đôi luân phiên
| Năm  | Địa điểm  | Vàng                                       | Bạc                    | Đồng                            |
| ---- | --------- | ------------------------------------------ | ---------------------- | ------------------------------- |
| 2013 | Naypyidaw | Praprut Chaithanasakun Suriya Suwannasingh | Nay Thway Oo Aung Htay | Chan Keng Kwang Peter Gilchrist |
| 2013 | Naypyidaw | Praprut Chaithanasakun Suriya Suwannasingh | Nay Thway Oo Aung Htay | Nguyễn Thanh Bình Phạm Hoài Nam |

#### Billiards Anh đôi nam
| Năm  | Địa điểm     | Vàng                                                               | Bạc                                            | Đồng                                                  |
| ---- | ------------ | ------------------------------------------------------------------ | ---------------------------------------------- | ----------------------------------------------------- |
| 1993 | Singapore    | Thái Lan                                                           | Moh Loon Hong Lee Thye Hong Lean Kam Beng      | Singapore                                             |
| 1995 | Chiang Mai   | Mong Kol Kanfakalang Prasong Phlarak Surasak Netwong               | Philippines                                    | Richard Lim Sin Foo Lau Weng Yew Alan Puan Teik Chong |
| 1997 | Jakarta      | Praprut Chaithanasakun Mongkhon Kanfaklang Udon Khaimuk            | Myanmar                                        | Reynaldo Grandea Luis Saberdo Jose Uy                 |
| 2001 | Kuala Lumpur | Praprut Chaithanasakun Thawat Sujaritthurakarn Udon Khaimuk        | Rachmatullah Hasan Manfaluti Mohammed Muslim   | Efren Reyes Marlon Manalo Reynaldo Grandea            |
| 2013 | Naypyidaw    | Nay Thway Oo Aung Htay                                             | Praprut Chaithanasakun Thawat Sujaritthurakarn | Chan Keng Kwang Peter Gilchrist                       |
| 2013 | Naypyidaw    | Nay Thway Oo Aung Htay                                             | Praprut Chaithanasakun Thawat Sujaritthurakarn | Hekta Hekta Jaka Kurniawan                            |
| 2015 | Singapore    | Praprut Chaithanasakun Thawat Sujaritthurakarn Suriya Suwannasingh | Aung Htay Kyaw Oo Min Si Thu Tun               | Jaka Kurniawan Sahroni Sahroni Marlando Sihombing     |
| 2015 | Singapore    | Praprut Chaithanasakun Thawat Sujaritthurakarn Suriya Suwannasingh | Aung Htay Kyaw Oo Min Si Thu Tun               | Nguyễn Thanh Bình Nguyễn Trung Kiên Phạm Hoài Nam     |

#### Snooker đơn nam
| Năm  | Địa điểm            | Vàng                       | Bạc                      | Đồng                  |
| ---- | ------------------- | -------------------------- | ------------------------ | --------------------- |
| 1987 | Jakarta             | Sakchai Sim-Ngam           | Benjamin Lui Yew Keong   | Udon Khaimuk          |
| 1991 | Manila              | Praprut Chaithanasakun     | Chuchart Triritanapradit | Marlon Manalo         |
| 1993 | Singapore           | Praprut Chaithanasakun     | Chuchart Triritanapradit | Chong Tin Sam         |
| 1995 | Chiang Mai          | Chong Tin Sam              | Marlon Manalo            | Thomas Ang Chick Hong |
| 1997 | Jakarta             | Kwan Poomjang              | Keith E Boon             | Phaitoon Phonbun      |
| 1999 | Bandar Seri Begawan | Chong Tin Sam              | Noppadon Noppachorn      | Marlon Manalo         |
| 2001 | Kuala Lumpur        | Somporn Kunthawang         | Ng Ann Seng              | Keith E Boon          |
| 2003 | Ho Chi Minh City    | Noppadon Noppachorn        | Marlon Manalo            | Issara Kachaiwong     |
| 2005 | Manila              | Issara Kachaiwong          | Nitiwat Kanjanasari      | Moh Keen Hoo          |
| 2007 | Nakhon Ratchasima   | Moh Keen Ho                | Noppadol Sangnil         | Atthasit Mahitthi     |
| 2009 | Viêng Chăn          | Supoj Saenla               | Thor Chuan Leong         | Noppadon Noppachorn   |
| 2011 | Palembang           | Thepchaiya Un-Nooh         | Tommy Ang Boon Chin      | Thor Chuan Leong      |
| 2011 | Palembang           | Thepchaiya Un-Nooh         | Tommy Ang Boon Chin      | Win Khaing Min Aye    |
| 2013 | Naypyidaw           | Issara Kachaiwong          | Win Ko Ko                | Thor Chuan Leong      |
| 2013 | Naypyidaw           | Issara Kachaiwong          | Win Ko Ko                | Moh Keen Hoo          |
| 2015 | Singapore           | Thor Chuan Leong           | Htet Ko                  | Michael Mengorio      |
| 2015 | Singapore           | Thor Chuan Leong           | Htet Ko                  | Tommy Ang Boon Chin   |
| 2017 | Kuala Lumpur        | Siththideth Sakbieng       | Phaitoon Phonbun         | Suriya Minalavong     |
| 2017 | Kuala Lumpur        | Siththideth Sakbieng       | Phaitoon Phonbun         | Ko Htet               |
| 2019 | Manila              | Kritsanut Lertsattayathorn | Moh Keen Hoo             | Jeffrey Roda          |
| 2019 | Manila              | Kritsanut Lertsattayathorn | Moh Keen Hoo             | Siththideth Sakbieng  |
| 2021 | Hà Nội              | Wattana Pu-Ob-Orm          | Lim Kok Leong            | Aung Phyo             |
| 2021 | Hà Nội              | Wattana Pu-Ob-Orm          | Lim Kok Leong            | Passakorn Suwannawat  |
| 2023 | Phnôm Pênh          | Thor Chuan Leong           | Sunny Akani              | Lim Kok Leong         |
| 2023 | Phnôm Pênh          | Thor Chuan Leong           | Sunny Akani              | Men Sophanith         |

#### Snooker đôi nam
| Năm  | Địa điểm              | Vàng                                      | Bạc                                               | Đồng                                        |
| ---- | --------------------- | ----------------------------------------- | ------------------------------------------------- | ------------------------------------------- |
| 1987 | Jakarta               | Efren Reyes Rene Cruz                     | Udon Khaimuk Sakchai Sim-Ngam                     | Không trao huy chương                       |
| 1991 | Manila                | Thái Lan                                  | Philippines                                       | Indonesia                                   |
| 1995 | Chiang Mai            | Chong Tin Sam Ng Ann Seng                 | Marlon Manalo Joven Alba                          | Praprut Chaithanasakun Preecha Sae Be       |
| 1999 | Bandar Seri Begawan   | Noppadon Noppachorn Phaitoon Phonbun      | Chong Tin Sam Ooi Chin Kay                        | Keith E Boon Bernard Tey Choon Kiat         |
| 2001 | Kuala Lumpur          | Praprut Chaithanasakun Somporn Kunthawung | Marlon Manalo Benjamin Guevarra                   | Sayumin Teng Teng Khee Shien                |
| 2003 | Thành phố Hồ Chí Minh | Keith E Boon Alex Puan Yi Wei             | Lee Poh Soon Moh Keen Hoo                         | Phaitoon Phonbun Somporn Kunthawung         |
| 2005 | Manila                | Phaitoon Phonbun Issara Kachaiwong        | Keith E Boon Alex Puan Yi Wei                     | Lee Hwa Meng Moh Keen Hoo                   |
| 2007 | Nakhon Ratchasima     | Atthasit Mahitthi Phaitoon Phonbun        | Moh Keen Hoo Yong Kein Foot                       | Benjamin Jr Guevarra James Al Ortega        |
| 2009 | Viêng Chăn            | Tommy Ang Boon Chin Marvin Lim Chun Kiat  | Thor Chuan Leong Chee Wei Lai                     | Issara Kachaiwong Phaitoon Phonbun          |
| 2011 | Palembang             | Thor Chuan Leong Chong Tin Sam            | Marvin Lim Chun Kiat Tommy Ang Boon Chin          | Win Khaing Min Aye Win Ko Ko                |
| 2011 | Palembang             | Thor Chuan Leong Chong Tin Sam            | Marvin Lim Chun Kiat Tommy Ang Boon Chin          | Thanawat Thirapongpaiboon Noppon Saengkham  |
| 2015 | Singapore             | Moh Keen Hoo Thor Chuan Leong             | Kritsanut Lertsattayathorn Ratchayothin Yotharuck | Alvin Barbero Michael Mengorio              |
| 2015 | Singapore             | Moh Keen Hoo Thor Chuan Leong             | Kritsanut Lertsattayathorn Ratchayothin Yotharuck | Marvin Lim Chun Kiat Bernard Tey Choon Kiat |
| 2017 | Kuala Lumpur          | Chan Keng Kwang Bernard Tey Choon Kiat    | Issara Kachaiwong Phaitoon Phonbun                | Moh Keen Hoo Thor Chuan Leong               |
| 2017 | Kuala Lumpur          | Chan Keng Kwang Bernard Tey Choon Kiat    | Issara Kachaiwong Phaitoon Phonbun                | Aung Phyo Ko Htet                           |
| 2019 | Manila                | Moh Keen Hoo Lim Kok Leong                | Alvin Barbero Jefrey Roda                         | Kingsley Ang Tian Yi Marvin Lim Chun Kiat   |
| 2019 | Manila                | Moh Keen Hoo Lim Kok Leong                | Alvin Barbero Jefrey Roda                         | Ko Htet Thet Min Lin                        |
| 2023 | Phnôm Pênh            | Men Sophanith Suon Chhay                  | Lim Kok Leong Moh Keen Hoo                        | Gebby Adi Wibawa Putra Dhendy Khristanto    |
| 2023 | Phnôm Pênh            | Men Sophanith Suon Chhay                  | Lim Kok Leong Moh Keen Hoo                        | Nay Min Tun Phone Myint Kyaw                |

#### Snooker đồng đội nam
| Năm  | Địa điểm              | Vàng                                                                        | Bạc                                                                              | Đồng                                                    |
| ---- | --------------------- | --------------------------------------------------------------------------- | -------------------------------------------------------------------------------- | ------------------------------------------------------- |
| 1987 | Jakarta               | Thái Lan                                                                    | Benjamin Lui Yew Keong Lim Koon Guan Thomas Ang Chick Hong William Ong Boon Seng | Oscar Camoro Felimon de Leon Rene Cruz Efren Reyes      |
| 1991 | Manila                |                                                                             |                                                                                  | Efren Reyes Marlon Manalo                               |
| 1993 | Singapore             | Leonardo Andam Marlon Manalo Luis Saberdo                                   | Adrian Tan Beng Huat Tan Tiong Boon Ricky Chew Kok Hwa                           | Thái Lan                                                |
| 1995 | Chiang Mai            | Chong Tin Sam Liew Kitt Fatt Yong Kien Foot                                 | Praprut Chaithanasakun Somporn Kanthawang Sakchai Sim Ngam                       | Singapore                                               |
| 1997 | Jakarta               | Kwan Poomjang Phaitoon Phonbun Anan Terananon                               | Sayumin Teng William Ipaenen Rudy Sulaeman                                       | Marlon Manalo Benjamin Guevarra Joven Alba              |
| 1999 | Bandar Seri Begawan   | Noppadon Noppachorn Phaitoon Phonbun Atthasit Mahitthi Phirom Ritthiprasong | Chong Tin Sam Ooi Chin Kay Ng Ann Seng Lim Soon Tut                              | Marlon Manalo Benjamin Guevarra Joven Alba Luis Saberdo |
| 2001 | Kuala Lumpur          | Supoj Saenla Somporn Kanthawang Chatchawan Rutphae Praprut Chaithanasakun   | Marlon Manalo Benjamin Guevarra James Ortega Felipe Tauro                        | Chong Tin Sam Ooi Chin Kay Ng Ann Seng Yong Kien Foot   |
| 2003 | Thành phố Hồ Chí Minh | Phaitoon Phonbun Noppadon Noppachorn                                        | Lee Poh Soon Moh Keen Hoo Lee Hwa Meng                                           | James Ortega Marlon Manalo                              |
| 2005 | Manila                | Alex Pagulayan Joven Alba Leonardo Andam                                    | Nitiwat Kanjanasri Phaitoon Phonbun Supoj Saenla                                 | Rudy Sulaeman Bambang Saputra                           |
| 2007 | Nakhon Ratchasima     | Jantad Pramual Phaitoon Phonbun Noppadol Sangnil                            | Moh Loon Hong Thor Chuan Leong Yong Kein Foot                                    | Keith E Boon Peter Gilchrist Marvin Lim Chun Kiat       |

#### Carom 1 băng đơn nam
| Năm  | Địa điểm              | Vàng                 | Bạc                 | Đồng                |
| ---- | --------------------- | -------------------- | ------------------- | ------------------- |
| 1997 | Jakarta               | Tan Kiong An         | Sunar Hindarta      | Lê Phước Lợi        |
| 2003 | Thành phố Hồ Chí Minh | Lê Phước Lợi         | Đặng Đình Tiến      | Efren Reyes         |
| 2005 | Manila                | Nguyễn Thanh Bình    | Lê Phước Lợi        | Reynaldo Grandea    |
| 2007 | Nakhon Ratchasima     | Dương Anh Vũ         | Nguyễn Sĩ Tường     | Tan Kiong An        |
| 2009 | Viêng Chăn            | Đặng Đình Tiến       | Cao Tranh Trúc      | Tan Kiong An        |
| 2011 | Palembang             | Mã Minh Cẩm          | Francisco Dela Cruz | Efren Reyes         |
| 2011 | Palembang             | Mã Minh Cẩm          | Francisco Dela Cruz | Nguyễn Thanh Long   |
| 2013 | Naypyidaw             | Đặng Đình Tiến       | Mã Minh Cẩm         | Efren Reyes         |
| 2013 | Naypyidaw             | Đặng Đình Tiến       | Mã Minh Cẩm         | Francisco Dela Cruz |
| 2015 | Singapore             | Trần Phi Hùng        | Mã Minh Cẩm         | Efren Reyes         |
| 2015 | Singapore             | Trần Phi Hùng        | Mã Minh Cẩm         | Francisco Dela Cruz |
| 2019 | Manila                | Ngô Đình Nại         | Phạm Cảnh Phúc      | Efren Reyes         |
| 2019 | Manila                | Ngô Đình Nại         | Phạm Cảnh Phúc      | Francisco Dela Cruz |
| 2021 | Hà Nội                | Nguyễn Trần Thanh Tự | Phạm Quốc Tuấn      | Efren Reyes         |
| 2021 | Hà Nội                | Nguyễn Trần Thanh Tự | Phạm Quốc Tuấn      | Francisco Dela Cruz |

#### Carom 3 băng đơn nam
| Năm  | Địa điểm              | Vàng                 | Bạc                  | Đồng                |
| ---- | --------------------- | -------------------- | -------------------- | ------------------- |
| 1997 | Jakarta               | James Lengkang       | Jimmy Aryanto        | Đặng Đình Tiến      |
| 2003 | Thành phố Hồ Chí Minh | Lý Thế Vinh          | Dương Anh Vũ         | Reynaldo Grandea    |
| 2011 | Palembang             | Nguyễn Quốc Nguyên   | Dương Anh Vũ         | Reynaldo Grandea    |
| 2011 | Palembang             | Nguyễn Quốc Nguyên   | Dương Anh Vũ         | Efren Reyes         |
| 2021 | Hà Nội                | Trần Quyết Chiến     | Nguyễn Đức Anh Chiến | Suriya Suwannasingh |
| 2021 | Hà Nội                | Trần Quyết Chiến     | Nguyễn Đức Anh Chiến | Sompol Saetang      |
| 2023 | Phnôm Pênh            | Nguyễn Trần Thanh Tú | Nguyễn Đức Anh Chiến | Francisco Dela Cruz |
| 2023 | Phnôm Pênh            | Nguyễn Trần Thanh Tú | Nguyễn Đức Anh Chiến | Woo Donghoon        |

#### Bi-da cadre 47/1 đơn nam
| Năm  | Địa điểm              | Vàng                  | Bạc              | Đồng                  |
| ---- | --------------------- | --------------------- | ---------------- | --------------------- |
| 1987 | Jakarta               | Ananta Sigit Sidharta | Efren Reyes      | Francisco Dela Cruz   |
| 1997 | Jakarta               | Ananta Sigit Sidharta | Reynaldo Grandea | Tonny Hồ              |
| 2003 | Thành phố Hồ Chí Minh | Trương Văn Anh        | Reynaldo Grandea | Ananta Sigit Sidharta |

#### Billiards Straight Rail đơn nam
| Năm  | Địa điểm              | Vàng          | Bạc             | Đồng                  |
| ---- | --------------------- | ------------- | --------------- | --------------------- |
| 1997 | Jakarta               | Lý Thế Vinh   | Dương Hoàng Anh | Ananta Sigit Sidharta |
| 2003 | Thành phố Hồ Chí Minh | Trần Đình Hòa | Trần Đình Tiến  | Ananta Sigit Sidharta |

#### Snooker 6-Red đơn nam
| Năm  | Địa điểm          | Vàng             | Bạc                | Đồng                 |
| ---- | ----------------- | ---------------- | ------------------ | -------------------- |
| 2007 | Nakhon Ratchasima | Phaitoon Phônbun | Thepchaiya Un-Nooh | Marvin Lim Chun Kiat |
| 2013 | Naypyidaw         | Thor Chuan Leong | Sithideth Sakbieng | Win Khaing Min Aye   |
| 2013 | Naypyidaw         | Thor Chuan Leong | Sithideth Sakbieng | Zaw Ye Htut          |
| 2021 | Hà Nội            | Lâm Giác Lương   | Jeffrey Roda       | Moh Keen Hoo         |
| 2021 | Hà Nội            | Lâm Giác Lương   | Jeffrey Roda       | Suchakree Poomjang   |
| 2023 | Phnôm Pênh        | Moh Keen Hoo     | Sithideth Sakbieng | Poramin Danjirakul   |
| 2023 | Phnôm Pênh        | Moh Keen Hoo     | Sithideth Sakbieng | Hein Lwin Moe        |

#### Snooker 6-Red đôi nam
| Năm  | Địa điểm   | Vàng                                         | Bạc                                  | Đồng                                     |
| ---- | ---------- | -------------------------------------------- | ------------------------------------ | ---------------------------------------- |
| 2013 | Naypyidaw  | Issara Kachaiwong Pramual Jantad             | Win Khaing Min Aye Thắng Ko Ko       | Thor Chuan Leong Moh Keen Hoo            |
| 2013 | Naypyidaw  | Issara Kachaiwong Pramual Jantad             | Win Khaing Min Aye Thắng Ko Ko       | Tommy Ang Boon Chin Marvin Lim Chun Kiat |
| 2023 | Phnôm Pênh | Wattana Pu-Ob-Orm Kritsanut Lertsattayathorn | Sithideth Sakbieng Suriya Minalavong | Suôn Chhay Thay Tech Hok                 |
| 2023 | Phnôm Pênh | Wattana Pu-Ob-Orm Kritsanut Lertsattayathorn | Sithideth Sakbieng Suriya Minalavong | Lâm Giác Lương Moh Keen Hoo              |

#### Pool 8 bi đơn nam
| Năm  | Địa điểm              | Vàng            | Bạc                    | Đồng                   |
| ---- | --------------------- | --------------- | ---------------------- | ---------------------- |
| 1987 | Jakarta               | Efren Reyes     | Jose Parica            | Không trao huy chương  |
| 2001 | Kuala Lumpur          | Lee Van Corteza | Efren Reyes            | Bernard Tey Choon Kiat |
| 2003 | Thành phố Hồ Chí Minh | Lee Van Corteza | Ibrahim Bin Amir       | Bernard Tey Choon Kiat |
| 2005 | Manila                | Alex Pagulayan  | Lee Van Corteza        | Bernard Tey Choon Kiat |
| 2007 | Nakhon Ratchasima     | Ronnie Alcano   | Bernard Tey Choon Kiat | Ibrahim Bin Amir       |
| 2009 | Viêng Chăn            | Ronnie Alcano   | Gandy Valle            | Ricky Yang             |
| 2011 | Palembang             | Dennis Orcollo  | Ricky Yang             | Nguyễn Phương Thảo     |
| 2011 | Palembang             | Dennis Orcollo  | Ricky Yang             | Muhammad Zulfikiri     |

#### Pool 8 bi đôi nam
| Năm  | Địa điểm | Vàng                          | Bạc                               | Đồng                                   |
| ---- | -------- | ----------------------------- | --------------------------------- | -------------------------------------- |
| 2005 | Manila   | Lý Văn Corteza Antonio Gabica | Nguyễn Phúc Long Nguyễn Thành Nam | Bernard Tey Choon Kiat Chan Keng Kwang |

#### Pool 9 bi đơn nam
| Năm  | Địa điểm              | Vàng             | Bạc               | Đồng                  |
| ---- | --------------------- | ---------------- | ----------------- | --------------------- |
| 1991 | Manila                | Leonardo Andam   | Sayumin Teng      | Không trao huy chương |
| 1993 | Singapore             | Chong Tin Sam    | Marlon Manalo     | Phaitoon Phonbun      |
| 1995 | Chiang Mai            | Phaitoon Phonbun | Chachawan Rutphae | Ng Ann Seng           |
| 1997 | Jakarta               | Ooi Fook Yuen    | Robby Suarly      | Eduardo Villanueva    |
| 1999 | Bandar Seri Begawan   | Lee Van Corteza  | Leonardo Andam    | Surathep Phoochalam   |
| 2001 | Kuala Lumpur          | Antonio Lining   | Lee Van Corteza   | Surathep Phoochalam   |
| 2003 | Thành phố Hồ Chí Minh | Muhammad Junarto | Nurdin            | Efren Reyes           |
| 2005 | Manila                | Chan Keng Kwang  | Lương Chí Dũng    | Ooi Fook Yuen         |
| 2007 | Nakhon Ratchasima     | Ricky Yang       | Lee Van Corteza   | Antonio Gabica        |
| 2009 | Viêng Chăn            | Nguyễn Phúc Long | Ricky Yang        | Dennis Orcollo        |
| 2011 | Palembang             | Ricky Yang       | Irsal Nasution    | Francisco Mertado     |
| 2011 | Palembang             | Ricky Yang       | Irsal Nasution    | Đỗ Thế Kiên           |
| 2013 | Naypyidaw             | Ricky Yang       | Tan Kah Thiam     | Nitiwat Kanjanasri    |
| 2013 | Naypyidaw             | Ricky Yang       | Tan Kah Thiam     | Aung Moe Thu          |
| 2015 | Singapore             | Dennis Orcollo   | Maung Maung       | Carlo Biado           |
| 2015 | Singapore             | Dennis Orcollo   | Maung Maung       | Đỗ Hoàng Quân         |
| 2017 | Kuala Lumpur          | Carlo Biado      | Dương Quốc Hoàng  | Nguyễn Anh Tuấn       |
| 2017 | Kuala Lumpur          | Carlo Biado      | Dương Quốc Hoàng  | Johann Chua           |
| 2019 | Manila                | Phone Myint Kyaw | Đỗ Thế Kiên       | Aloysius Yapp         |
| 2019 | Manila                | Phone Myint Kyaw | Đỗ Thế Kiên       | Toh Lian Han          |
| 2021 | Hà Nội                | Johann Chua      | Carlo Biado       | Aloysius Yapp         |
| 2021 | Hà Nội                | Johann Chua      | Carlo Biado       | Toh Lian Han          |
| 2023 | Phnôm Pênh            | Phone Myint Kyaw | Aloysius Yapp     | Tạ Văn Linh           |
| 2023 | Phnôm Pênh            | Phone Myint Kyaw | Aloysius Yapp     | Nguyễn Anh Tuấn       |

#### Pool 9 bi đôi nam
| Năm  | Địa điểm              | Vàng                           | Bạc                                      | Đồng                                |
| ---- | --------------------- | ------------------------------ | ---------------------------------------- | ----------------------------------- |
| 1995 | Chiang Mai            | Marlon Manalo Joven Alba       | Sayumin Teng Widi Harsoyo                | Chong Tin Sam Ooi Fook Yuen         |
| 1999 | Bandar Seri Begawan   | Robby Suarly Alwi Dodong       | Tan Tiong Boon Ricky Chong Wei Onn       | Romeo Villanueva Gandy Valle        |
| 2001 | Kuala Lumpur          | Muhammad Junarto Nurdin        | Warren Kiamco Vivancio Tanio             | Tan Tiong Boon William Ang Boon Lay |
| 2003 | Thành phố Hồ Chí Minh | Lee Van Corteza Warren Kiamco  | Muhammad Junarto Nurdin                  | Nguyễn Phúc Long Nguyễn Thành Nam   |
| 2005 | Manila                | Alex Pagulayan Dennis Orcollo  | Lương Chí Dũng Nguyen Thanh Nam          | Toh Lian Han Chan Keng Kwang        |
| 2007 | Nakhon Ratchasima     | Antonio Gabica Marlon Manalo   | Chan Keng Kwang Toh Lian Han             | Ibrahim Bin Amir Lee Poh Soon       |
| 2009 | Viêng Chăn            | Đỗ Hoàng Quân Lương Chí Dũng   | Muhammad Zulfikri Ricky Yang             | Toh Lian Han Chan Keng Kwang        |
| 2015 | Singapore             | Carlo Biado Warren Kiamco      | Đỗ Hoàng Quân Nguyễn Anh Tuấn            | Maung Maung Thu Aung Moe            |
| 2015 | Singapore             | Carlo Biado Warren Kiamco      | Đỗ Hoàng Quân Nguyễn Anh Tuấn            | Toh Lian Han Aloysius Yapp          |
| 2017 | Kuala Lumpur          | Toh Lian Han Aloysius Yapp     | Maung Maung Aung Moe Thu                 | Warren Kiamco Dennis Orcollo        |
| 2017 | Kuala Lumpur          | Toh Lian Han Aloysius Yapp     | Maung Maung Aung Moe Thu                 | Arun Jefry Zen                      |
| 2019 | Manila                | Phone Myint Kyaw Aung Moe Thu  | Toh Lian Han Aloysius Yapp               | Jeffrey Ignacio Warren Kiamco       |
| 2019 | Manila                | Phone Myint Kyaw Aung Moe Thu  | Toh Lian Han Aloysius Yapp               | Carlo Biado Johann Chua             |
| 2023 | Phnôm Pênh            | Phone Myint Kyaw Thaw Zin Htet | Darryl Chia Soo Yew Muhammad Almie Yakup | Preecha Boonmoung Sompol Saetang    |
| 2023 | Phnôm Pênh            | Phone Myint Kyaw Thaw Zin Htet | Darryl Chia Soo Yew Muhammad Almie Yakup | Carlo Biado Johann Chua             |

#### Pool 9 bi đồng đội nam
| Năm  | Địa điểm            | Vàng                                                            | Bạc                                                                              | Đồng                                                |
| ---- | ------------------- | --------------------------------------------------------------- | -------------------------------------------------------------------------------- | --------------------------------------------------- |
| 1991 | Manila              | Leonardo Andam Marlon Manalo Albrecht Lapena Jorge Dacer        | Freddie Soh Chye Hian Tan Tiong Boon Brian Koh Kim Swee Richard Soh              | Không trao huy chương                               |
| 1993 | Singapore           | Chong Tin Sam Ng Ann Seng Ooi Chin Kay                          | Robby Suarly Alwi Dodong Teddy Sutansya                                          | Leonardo Andam Marlon Manalo Luis Saberdo           |
| 1995 | Chiang Mai          | Randy Wong Siew Loong Sonny Tan Lai Huat Bernard Tey Choon Kiat | Phaitoon Phonbun Surathep Phoochalam Chachawan Rutphae                           | Malaysia                                            |
| 1997 | Jakarta             | Ooi Fook Yuen Chong Tin Sam Ng Ann Seng                         | Indonesia                                                                        | Florencio Banar Victor Arpilleda Eduardo Villanueva |
| 1999 | Bandar Seri Begawan | Rodolfo Luat Gandy Valle Romeo Villanueva Lee Van Corteza       | Surathep Phoochalam Amnuayporn Chotipong Worawit Suriyasriwan Montree Chayapiwat | Robby Suarly Alwi Dodong Nurdin Edi Hartono         |

#### Pool 10 bi đơn nam
| Năm  | Địa điểm  | Vàng           | Bạc         | Đồng               |
| ---- | --------- | -------------- | ----------- | ------------------ |
| 2013 | Naypyidaw | Dennis Orcollo | Carlo Biado | Nguyễn Anh Tuấn    |
| 2013 | Naypyidaw | Dennis Orcollo | Carlo Biado | Đặng Thành Kiên    |
| 2019 | Manila    | Dennis Orcollo | Đỗ Thế Kiên | Ismail Kadir       |
| 2019 | Manila    | Dennis Orcollo | Đỗ Thế Kiên | Aloysius Yapp      |
| 2021 | Hà Nội    | Carlo Biado    | Johann Chua | Sharik Aslam Sayed |
| 2021 | Hà Nội    | Carlo Biado    | Johann Chua | Aloysius Yapp      |

#### Đánh xoay vòng đơn nam
| Năm  | Địa điểm            | Vàng             | Bạc            | Đồng                  |
| ---- | ------------------- | ---------------- | -------------- | --------------------- |
| 1991 | Manila              | Leonardo Andam   | Luis Saberdo   | Không trao huy chương |
| 1993 | Singapore           | Anurat Wongjan   | Tan Tiong Boon | Ophas Suwannarat      |
| 1995 | Chiang Mai          | Ophas Suwannarat | Ng Ann Seng    | Anurat Wongjan        |
| 1997 | Jakarta             | Victor Arpilleda | Chong Tin Sam  | Tan Tiong Boon        |
| 1999 | Bandar Seri Begawan | Efren Reyes      | Warren Kiamco  | Kwan Poomjang         |
| 2001 | Kuala Lumpur        | Warren Kiamco    | Efren Reyes    | Muhammad Junarto      |
| 2005 | Manila              | Ronnie Alcano    | Antonio Gabica | Muhammad Junarto      |

#### Đánh xoay vòng đôi nam
| Năm  | Địa điểm            | Vàng                         | Bạc                                  | Đồng                                |
| ---- | ------------------- | ---------------------------- | ------------------------------------ | ----------------------------------- |
| 1995 | Chiềng Mai          | Ng Ann Seng Liew Kitt Fatt   | Chong Tin Sam Ooi Phúc Nguyên        | William Ipaenen Hadi Suryo          |
| 1999 | Bandar Seri Begawan | Efren Reyes Warren Kiamco    | Quan Bảo Noppadol Sangnil            | Tân Tiong Boon William Ang Boon Lay |
| 2005 | Manila              | Ronnie Alcano Leonardo Andam | Tepwin Arunnath Amnuayporn Chotipong | Ibrahim Bin Amir Ooi Phúc Nguyên    |

#### Đánh xoay vòng đồng đội nam
| Năm  | Địa điểm   | Vàng                                                  | Bạc                                                                          | Đồng                                           |
| ---- | ---------- | ----------------------------------------------------- | ---------------------------------------------------------------------------- | ---------------------------------------------- |
| 1991 | Manila     | Efren Reyes Luis Saberdo Leonardo Andam Marlon Manalo | Adrian Tan Beng Huat Brian Koh Kim Swee Tan Tiong Boon Thomas Ang Chick Hong | Không trao huy chương                          |
| 1993 | Singapore  | Thailand                                              | Leonardo Andam Marlon Manalo Romeo Villanueva                                | Malaysia                                       |
| 1995 | Chiang Mai | Chong Tin Sam Ng Ann Seng Liew Kitt Fatt              | Amnuayporn Chotipong Ophas Suwannarat Anurat Wongjan                         | Singapore                                      |
| 1997 | Jakarta    | Indonesia                                             | Thái Lan                                                                     | Jose Dacer Victor Arpilleda Eduardo Villanueva |

### Nữ

#### Carom 1 băng đơn nữ
| Năm  | Địa điểm   | Vàng            | Bạc              | Đồng             |
| ---- | ---------- | --------------- | ---------------- | ---------------- |
| 2023 | Phnôm Pênh | Lê Thị Ngọc Huệ | Phùng Kiến Tường | Sruong Pheavy    |
| 2023 | Phnôm Pênh | Lê Thị Ngọc Huệ | Phùng Kiến Tường | Panchaya Channoi |

#### Carom 3 băng đơn nữ
| Năm  | Địa điểm   | Vàng          | Bạc                  | Đồng                |
| ---- | ---------- | ------------- | -------------------- | ------------------- |
| 2023 | Phnôm Pênh | Sruong Pheavy | Nguyễn Hoàng Yến Nhi | Phùng Kiến Tường    |
| 2023 | Phnôm Pênh | Sruong Pheavy | Nguyễn Hoàng Yến Nhi | Santhinee Jaisuekul |

#### Pool 8 bi đơn nữ
| Năm  | Địa điểm          | Vàng                       | Bạc                        | Đồng                       |
| ---- | ----------------- | -------------------------- | -------------------------- | -------------------------- |
| 2005 | Manila            | Rubilen Amit               | Hòe Shu Wah                | Charlene Chai Zeet Huey    |
| 2007 | Nakhon Ratchasima | Angeline Magdalena Ticoalu | Santhinee Jaisuekul        | Rubilen Amit               |
| 2009 | Viêng Chăn        | Rubilen Amit               | Angeline Magdalena Ticoalu | Esther Quan                |
| 2011 | Palembang         | Iris Ranola                | Amanda Rahayu              | Angelina Magdalena Ticoalu |
| 2011 | Palembang         | Iris Ranola                | Amanda Rahayu              | Hòe Shu Wah                |

#### Pool 9 bi đơn nữ
| Năm  | Địa điểm          | Vàng                       | Bạc                        | Đồng                  |
| ---- | ----------------- | -------------------------- | -------------------------- | --------------------- |
| 2005 | Manila            | Rubilen Amit               | Suhana Dewi Sabtu          | Hoe Shu Wah           |
| 2007 | Nakhon Ratchasima | Rubilen Amit               | Angeline Magdalena Ticoalu | Santhinee Jaisuekul   |
| 2009 | Viêng Chăn        | Rubilen Amit               | Charlene Chai              | Iris Ranola           |
| 2011 | Palembang         | Iris Ranola                | Rubilen Amit               | Hoe Shu Wah           |
| 2011 | Palembang         | Iris Ranola                | Rubilen Amit               | Huỳnh Thị Ngọc Huyền  |
| 2013 | Naypyidaw         | Angelina Magdalena Ticoalu | Rubilen Amit               | Đoàn Thị Ngọc Lệ      |
| 2013 | Naypyidaw         | Angelina Magdalena Ticoalu | Rubilen Amit               | Ami Aung              |
| 2015 | Singapore         | Chezka Centeno             | Rubilen Amit               | Aung Aye Mi           |
| 2015 | Singapore         | Chezka Centeno             | Rubilen Amit               | Siraphat Chitchomnart |
| 2017 | Kuala Lumpur      | Chezka Centeno             | Rubilen Amit               | Klaudia Djajalie      |
| 2017 | Kuala Lumpur      | Chezka Centeno             | Rubilen Amit               | Suhana Dewi Sabtu     |
| 2019 | Manila            | Rubilen Amit               | Chezka Centeno             | Jessica Tan           |
| 2019 | Manila            | Rubilen Amit               | Chezka Centeno             | Vutthiphan Kongkaket  |
| 2021 | Hà Nội            | Rubilen Amit               | Jessica Tan                | Bùi Xuân Vàng         |
| 2021 | Hà Nội            | Rubilen Amit               | Jessica Tan                | Nguyễn Bích Trâm      |

#### Pool 9 bi đôi nữ
| Năm  | Địa điểm | Vàng                        | Bạc                                   | Đồng                                   |
| ---- | -------- | --------------------------- | ------------------------------------- | -------------------------------------- |
| 2019 | Manila   | Chezka Centeno Rubilen Amit | Fathrah Masum Nony Krystianti Andilah | Jessica Tan Suvene Ng                  |
| 2019 | Manila   | Chezka Centeno Rubilen Amit | Fathrah Masum Nony Krystianti Andilah | Angeline Magdalena Ticoalu Silviana Lu |

#### Pool 10 bóng đơn nữ
| Năm  | Địa điểm  | Vàng          | Bạc                        | Đồng                 |
| ---- | --------- | ------------- | -------------------------- | -------------------- |
| 2013 | Naypyidaw | Rubilen Amit  | Angelina Magdalena Ticoalu | Iris Ranola          |
| 2013 | Naypyidaw | Rubilen Amit  | Angelina Magdalena Ticoalu | Thị Ngọc Huyền Huỳnh |
| 2019 | Manila    | Phòng Centeno | Rubilen Amit               | A Mi Aung            |
| 2019 | Manila    | Phòng Centeno | Rubilen Amit               | Thandar Maung        |
| 2021 | Hà Nội    | Rubilen Amit  | Phòng Centeno              | Pennipa Nakyul       |
| 2021 | Hà Nội    | Rubilen Amit  | Phòng Centeno              | Bùi Xuân Vàng        |

#### Snooker 6-Red đơn nữ
| Năm  | Địa điểm          | Vàng                | Bạc            | Đồng        |
| ---- | ----------------- | ------------------- | -------------- | ----------- |
| 2007 | Nakhon Ratchasima | Santhinee Jaisuekul | Mary Ann Basas | Iris Ranola |